# Nguyễn Nhược Pháp

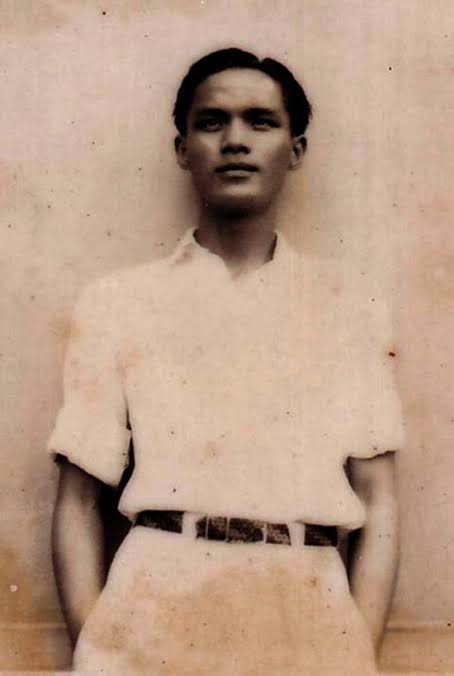

Nguyễn Nhược Pháp (1914-1938) là nhà thơ trữ tình của Việt Nam, con trai của nhà báo, dịch giả, học giả Nguyễn Văn Vĩnh. 
Khi phong trào cách mạng phát triển ngày càng mạnh mẽ, rộng khắp, thế lực của thực dân Pháp suy yếu dần. Ngầm phản đối người Pháp từ lâu, ông Nguyễn Văn Vĩnh được thể hiện bằng cách đặt tên cho con trai là Nguyễn Nhược Pháp. “Nhược” là suy yếu. “Pháp” là nước Pháp.

## Tiểu sử
Nguyễn Nhược Pháp sinh ra tại Hà Nội, con trai của dịch giả, nhà báo Nguyễn Văn Vĩnh với người vợ hai thường gọi là Hai Lựu. Đến giờ không ai rõ tên đầy đủ của bà, chỉ biết rằng bà giao du rộng, nói thạo tiếng Pháp và sử dụng súng ngắn rất thành thạo. Bà Lựu là một phụ nữ gốc Thổ ty nổi tiếng một thời là đẹp và sắc sảo. 
Sau này, do nhiều nguyên nhân, các con cháu của ông Nguyễn Văn Vĩnh không có điều kiện để tìm hiểu gốc gác của bà Hai Lựu mẹ kế của họ như thế nào.
Năm 1913, để có nguồn tài chính phục vụ cho nghề xuất bản mới mẻ, học giả Nguyễn Văn Vĩnh kinh doanh khách sạn ở số 50 phố Hàng Trống, Hà Nội. Ông Vĩnh quen biết và ăn ở với bà Lựu là do một người bạn là Francois Nguyễn Huy Hợi giới thiệu. Bà cả thì ở phố Mã Mây còn bà hai ở Hàng Trống, có một gian nhà rộng có vườn ao cây cảnh trông ra ngõ Hồ (số nhà 71, số nhà 76, cuối thập kỷ 30 đầu 40 của thế kỷ XX sau này là trường Hoài Đức dành cho nữ sinh). 
Khi báo chí Hà Nội thời bấy giờ đăng chuyện ông Vĩnh để ý người đẹp Suzanne, nguyên là bạn của bà Hai Lựu, từng theo bà đi gặp Nguyễn Văn Vĩnh ở Hàng Trống, bà Lựu đã mang súng ngắn bắt xe sang trang trại bên Gia Lâm, định phải quấy một phen với chính người bạn thân của mình. Nhưng sau đó kịp bình tâm lại, phần để giữ thanh danh cho ông Vĩnh, phần là thiên lương trỗi dậy nên bà kịp buông súng.
Năm 1916, Nguyễn Nhược Pháp mồ côi mẹ. Ông Vĩnh quyết định cưới cô Suzanne 17 tuổi làm vợ ba. Bà Lựu trong một cơn sầu khổ không chế ngự được, đã dùng một khẩu súng lục tự bắn vào cuống họng và tử vong ngay lúc đó, không kịp chở vào nhà thương cứu chữa. 
Sau này, nhà chức trách điều tra được cây súng lục đó thì biết rằng do ông phủ Trọng (lúc ấy làm quản lý đồn điền Sallé) cho cụ Vĩnh mượn dùng. Sự việc đó nếu nhà chức trách truy hỏi kỹ thì ông Vĩnh lẫn ông phủ Trọng cũng bị liên lụy, nhưng vì cả hai đều là người có ảnh hưởng lúc bấy giờ nên vụ việc được dàn xếp ổn thỏa và không ai còn nhắc đến chuyện này nữa.

### Thời niên thiếu
Trong số 7 anh em, Nhược Pháp là con bà hai, được coi là anh, mặc dù sinh sau Nguyễn Dương (con mẹ cả) mấy tháng. Thời xưa xã hội coi những người con vợ bé, chỉ là con thêm vợ nhặt nhưng nhà ông Vĩnh không hành xử theo lối ấy. Các em trong gia đình đều gọi Nhược Pháp là “anh Pháp”, có phần tôn kính.
Từ năm 2 tuổi, Nguyễn Nhược Pháp được vợ cả của ông Vĩnh đón về ở Mã Mây rồi đi học vỡ lòng. Trong 6 năm tiếp ông vào học trường Trí Tri ở phố Hàng Đàn và Trung Bắc học hiệu, phố Lý Quốc Sư.
Năm 14 tuổi thi đỗ lớp 6 Trường Trung học Albert Sarraut. 
Năm 1923, gia đình Nguyễn Văn Vĩnh đã chuyển từ phố Mã Mây về phố Thụy Khuê, đối diện trường Bưởi gần hồ Tây. 
Theo kể lại, Nguyễn Nhược Pháp thông minh, có đầu óc tổ chức, nhiều sáng kiến, hướng dẫn cho các em trong các hoạt động thể thao, vui chơi rất văn hóa. Nhược Pháp còn tổ chức một đội kịch gia đình, mà chính ông viết kịch bản và đạo diễn. Các anh chị em trong nhà cùng tham gia diễn kịch.
Ông đã viết được một số vở kịch, và có một ước mơ là cùng với Phạm Huy Thông, bạn học hồi ở Trường Albert Saraut, cùng nhau tổ chức một Đoàn kịch không chuyên, đưa lên sân khấu vở kịch Người học vẽ của mình.
Từ năm 1930 trở đi, kinh tế gia đình Nguyễn Văn Vĩnh trở nên khó khăn. Nguyễn Nhược Pháp vừa đi học, vừa làm ở tòa báo An Nam mới để có tiền nhuận bút, giảm bớt chi tiêu của gia đình cho mình.
Năm 20 tuổi, đỗ tú tài phần nhất. Năm 1935 đỗ tú tài phần hai, sau đó vào học Ban Luật Trường Cao đẳng Luật và Pháp chính (Ecole supérieure de Droit et Administration).

## Sự nghiệp
Ông làm thơ từ năm 18 tuổi. Tác phẩm đã đăng trên các báo L’Annam nouveau, Tinh hoa, Đông Dương tạp chí, Nhật Tân, Hà Nội báo…
Ngày xưa là thi phẩm đầu tay của Nguyễn Nhược Pháp. Bản sách in lần đầu do Nguyễn Dương xuất bản tại Hà Nội năm 1935. Về sau in lại nhiều lần, nhưng bản in của Nhà sách Cảo Thơm (Sài Gòn, 1966), do họa sĩ Thái Tuấn vẽ minh họa, được nhiều người ưa chuộng nhất.
Tác phẩm thứ hai và là tác phẩm cuối cùng của Nguyễn Nhược Pháp có tên Người học vẽ (kịch), do nhà in Trung Bắc Tân Văn xuất bản tại Hà Nội năm 1936.
Theo một số tư liệu gia đình, Nguyễn Nhược Pháp viết khoảng trên 10 truyện ngắn. Ba truyện ngắn là Tình trẻ thơ, Mẹ và con, Bức thư được chọn vào tuyển tập Hoa một mùa . 
Hai truyện đầu đã được đăng tải trên báo Tinh hoa (số Xuân năm 1937), truyện thứ ba viết năm 1933.
Ngoài thi phẩm “Chùa Hương”, Nguyễn Nhược Pháp còn có những bài thơ khá nổi tiếng khác như “Tay Ngà” và “Sơn Tinh Thủy Tinh” (bài thơ này ông viết tặng Nguyễn Giang là con bà cả).

## Qua đời
Từ sau khi chị gái là Nguyễn Thị Nội đang đi học Luật năm thứ ba mắc bệnh mất (1933), rồi cha mất (1936), chị Vân mất (1938), và tin anh trai Nguyễn Hải mất trong Nam khiến Nguyễn Nhược Pháp đau buồn rồi mắc bệnh lao hạch.
Ngày 19 tháng 11 năm 1938, Nguyễn Nhược Pháp qua đời tại Bệnh viện Đồn Thủy, khi mới 24 tuổi. Ban đầu, thi hài Nguyễn Nhược Pháp được mai táng ở nghĩa trang Hợp Thiện, Quỳnh Lôi, Mai Động, Hà Nội, sau được bốc mộ về làng Phượng Dực, quê cha.
Nhà thơ để lại ba bức thư, một bức viết bằng tiếng Pháp, cám ơn các thầy thuốc đã hết lòng cứu chữa. Một bức thư vĩnh biệt mẹ cả và gia đình (khi ấy ông Vĩnh mất được hai năm). Một bức gửi cho người anh là nhà thơ Nguyễn Giang, với tâm nguyện hãy chăm sóc mẹ cả và các em sau này.

## Di sản
Bài thơ "Chùa Hương" nổi tiếng của ông đã được ca sĩ Trung Đức và giáo sư Trần Văn Khê phổ nhạc.
Trong cuốn sách Thi nhân Việt Nam của Hoài Thanh và Hoài Chân có nhận định:
"Thơ in ra rất ít mà được người ta mến rất nhiều, tưởng không ai bằng Nguyễn Nhược Pháp.... Đọc thơ Nguyễn Nhược Pháp, lúc nào hình như cũng thoáng thấy bóng một người đương khúc khích cười. Nhưng cái cười của Nguyễn Nhược Pháp khác xa những lối bông lơn, khó chịu của các ông tú, từ Tú Suất, Tú Xương, đến Tú Mỡ. Nó hiền lành và thanh tao. Nội chừng ấy có lẽ cũng đủ cho nó có một địa vị trên thi đàn. Nhưng còn có điều này nữa mới thật quý: với Nguyễn Nhược Pháp nụ cười trên miệng bao giờ cũng kèm theo một ít cảm động trong lòng." 
Ngày 9 tháng 11 năm 2018 tại Hà Nội, Nhà xuất bản Phụ nữ và Trường Đại học Văn hóa Hà Nội đã tổ chức cuộc tọa đàm “Đọc lại Nguyễn Nhược Pháp” về sự nghiệp văn chương của một tác giả lâu nay được biết chủ yếu với tư cách nhà thơ, nhân kỷ niệm 80 năm ngày mất của Nguyễn Nhược Pháp.

## Tác phẩm
- Ngày xưa (1935)
- Người học vẽ (1936)

Tác phẩm nổi tiếng là : Chùa Hương